# Dynastie des Sayyîd

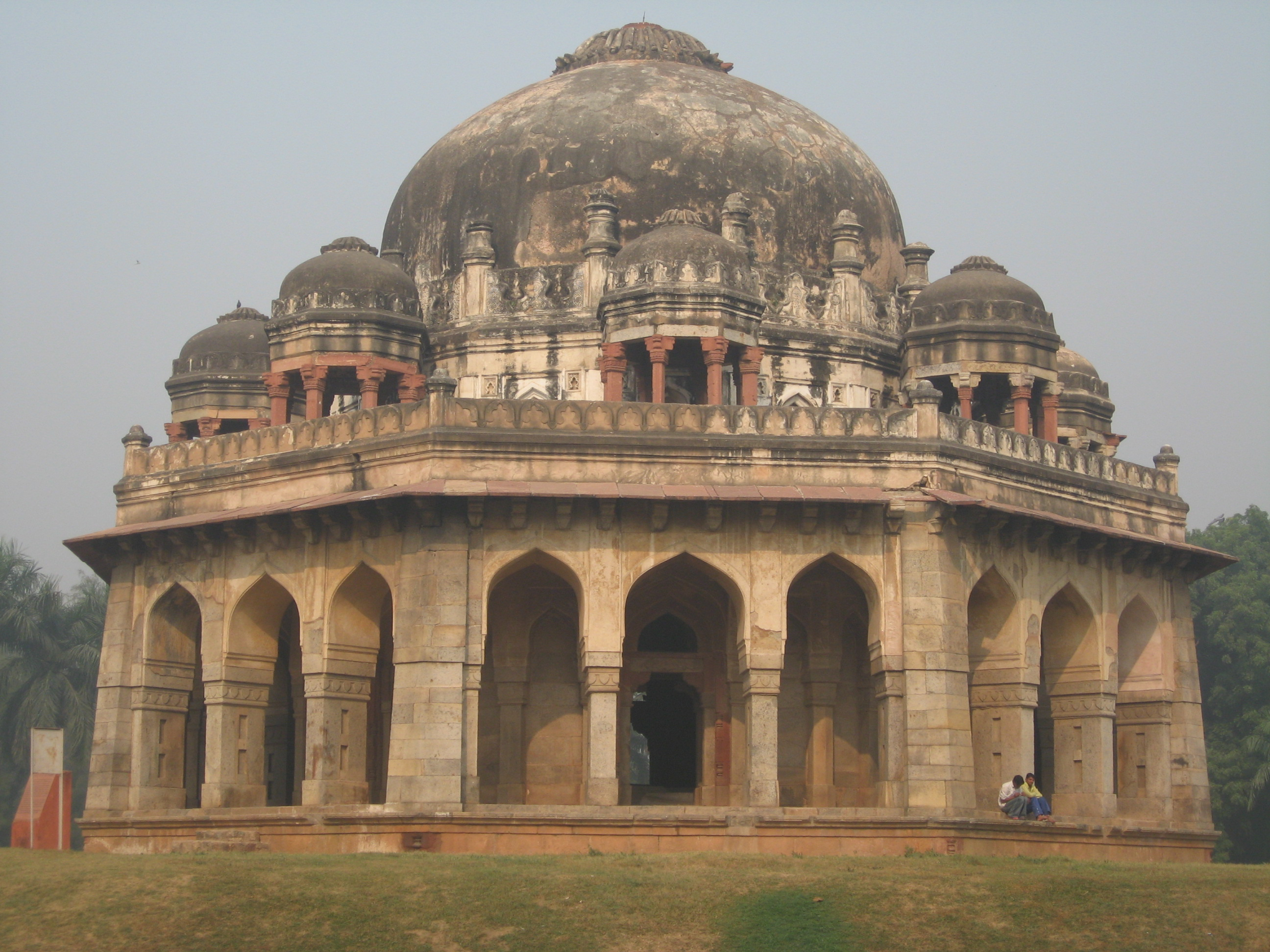
Mausolée de Muhammad Shâh à Delhi

La dynastie des Sayyîd  a régné sur le sultanat de Delhi dans le nord de l'Inde entre 1414 et 1451. Elle succède à la dynastie des Tughlûq et est suivie par la dynastie des Lodî.
Le fondateur, Khizr Khân Sayyîd, qui se prétend descendant de Mahomet (arabe : sayyid « descendant du prophète »), est placé par Tamerlan comme gouverneur de Multan en 1399. Le sultanat de Delhi est alors divisé à la suite de l'invasion timouride. Khizr Khân s'empare de Delhi le 28 mai 1414 et renverse le sultan Daulat Khan Lodi, nommé par les nobles à la mort du dernier Tughlûq Mahmûd II en 1413. Il reste vassal des Timourides et n’a que peu de pouvoir sur le reste de l’empire. Son fils Mubârak Shâh lui succède à sa mort le 20 mai 1421. Il est assassiné par une conspiration le 19 février 1434. Son neveu Muhammad Shâh règne alors jusqu'en 1444. Sous son règne, le sultan de Mâlwa envahit Delhi qui n'est sauvée que grâce à l’intervention de Bahlul Lodi. Son fils Alâ ud-Dîn Âlam shâh abdique le 19 avril 1451 en faveur de Bahlul Lodi, qui fonde la dynastie des Lodî.

## Liste des sultans
- Khizr Khân Sayyîd (1414-1421)
- Mubârak Shâh (1421-1434)
- Muhammad Shâh (1434-1445)
- Alâ ud-Dîn Âlam shâh (1445-1451)

## Pour approfondir